# Piotrowscy
Zasugerowano, aby ten artykuł podzielić na różne artykuły – podzielić na oddzielne hasła o różnych rodach szlacheckich.
Piotrowscy – jedno z bardziej popularnych polskich nazwisk (por. artykuł: "Piotrowski"). Noszą je potomkowie kilku, może kilkunastu niespokrewnionych rodów drobnej, co najwyżej średniozamożnej szlachty, używających różnych herbów, a także jednego rodu tatarskich kniaziów (a więc tzw. szlachty hospodarskiej). 

## Piotrowscy herbu Gozdawa
Według herbarza Kacpra Niesieckiego Piotrowscy tego herbu żyli w (dziś nieistniejącym) województwie podlaskim. Jako znanych sobie znaczniejszych przedstawicieli tej gałęzi Piotrowskich Niesiecki wymienia Piotra Piotrowskiego, komisarza na rozgraniczenie między województwami podlaskiem i brześciańskiem z sejmu 1591 oraz Łukasza Piotrowskiego doktora w Akademii Krakowskiej, autora "Grammaticarum institutionum libros 4. Cracov. in 4to" (umarł w 1679).

## Piotrowscy herbu Junosza
Niesiecki podaje, że Piotrowscy tego herbu żyli w Wielkim Księstwie Litewskim i w ziemi drohickiej. 
Ich znanymi Niesieckiemu przedstawicielami byli: Aleksander z Trojan Piotrowski - pisarz grodzki oszmiański,  poborca z sejmu 1618, Jan - stolnik litewski, N. Piotrowski - rotmistrz, synowcowie jego dwaj: Stefan - rotmistrz królewski i Hrehory Stanisław z Trojan - stolnik nowogrodzki, "mąż wojenny",  Mikołaj - ciwun wileński (1640), Feliks w Żmudzi (1648), Stanisław pisarz skarbowy (1632), Jakub podstoli lubelski ("w Lublinie u OO. Karmelitów bosych pogrzebiony").

## Piotrowscy herbu Ślepowron, czyli raczej Korwin
Żyli w różnych województwach Litwy i Korony. Większość współczesnych Piotrowskich to ich potomni. Znani Niesieckiemu Piotrowscy tego herbu w Wielkim Księstwie Litewskiem to Ginwiłł Piotrowscy. W województwie ruskim: Walentyn, syn jego Mikołaj - podstoli chełmski, jego syn Marcin, jego wnuk Mikołaj - cześnik mielnicki, sędzia kapturowy chełmski (1733),  Jan - pisarz chełmski, sędzia kapturowy (1679), Józef Korwin - wojski czerniechowski (1705), Ewa, i Maryanna - zakonnice u Wszystkich Świętych we Lwowie. Piotrowscy z Mazowsza to Stanisław, Tomasz, Kasper, Adam, Łukasz i Jędrzej (1648), Katarzyna Piotrowska Ginwiłowna,  córka kuchmistrza litewskiego, jej siostra Szwykowska - podstolina litewska, Franciszek - regent ziemski sandomierski. Z rodziny Piotrowskich h. Ślepowron wywodzącej się z ziemi liwskiej pochodzili Paweł i Piotr Piotrowscy którzy w latach (odpowiednio) 1482 i 1515 byli pisarzami liwskimi. Andrzej de Piotrowice w latach 1493-1494 - pleban w Korytnicy. Paweł Piotrowski z Piotrowic - 1518 pleban w Korytnicy. W 1603 roku dziesięciny ze wsi Piotrowice uposażały rektora szkoły w Grębkowie. Piotrowscy w ziemi liwskiej dziedziczyli Piotrowice w parafii Grębków. Ród Piotrowskich z ziemi liwskiej z wiekami rozrastał się, i rozprzestrzenił po całym terytorium ziemi liwskiej, licznie osiadając szczególnie na terenach takich parafii jak Liw, Korytnica, Czerwonka (Czerwonka-Liwska). Poprzez mariaże Piotrowscy skoligaceni byli z licznymi rodami Mazowsza i pobliskiego Podlasia. Do dziś na terytorium dawnej ziemi liwskiej mieszka wielu potomków tego rodu, którzy stanowią większość Piotrowskich, choć występują również Piotrowscy h. Junosza i Gozdawa przybyli na wspomniane tereny z graniczącej z ziemią liwską ziemi drohickiej.

## Piotrowscy herbu Świnka
To Piotrowscy z Wielkopolski. Znanymi Niesieckiemu byli: Kasper Piotrowski - kanonik Warszawski, z sejmu 1564. naznaczony do lustracji dóbr królewskich w Mazowszu, Jan - dziekan poznański, kustosz sandomierski, scholastyk łęczycki, kanonik krakowski, sekretarz królewski (1587), brat jego Stanisław "w wielu językach biegły", Jan - pisarz ziemski poznański, N. - podkomorzy lwowski. Doc. dr hab n. med. Wiktor hrabia Piotrowski /ur.w 1947 r. w Osiecznej, woj.leszczyńskie/- prorektor WSM Wyższej Szkoły Medycznej w Legnicy, a także wykładowca i promotor kilkunastu prac magisterskich i licencjackich na kierunku Ratownictwo Medyczne i Pielęgniarstwo w Wyższej Szkole Planowania Strategicznego w Dąbrowie Górniczej. Opublikował szereg książek historyczno-medycznych, a także z zakresu epidemiologii, medycyny pracy i kardiologii.

## Piotrowscy herbu Piotrowski
Według chłopskiej rodziny Piotrowskich ze Strachociny, rzekomi kniaziowie tatarscy, potomkowie (jedna z gałęzi) Najman-Bega, uczestnika Bitwy Grunwaldzkiej. 
Wywodzą się jakoby od kniazia Iwaszki, wnuka Najman-Bega. Byli jednym z najznamienitszych tatarskich rodów na Litwie. W roku 1525 otrzymali przywilej, że podług starszeństwa rodów mają zajmować pod carewiczem Aziubeksołtanem drugie miejsce (pierwsze należało się Ułanom-Assańczukowiczom). 
Historycznie potwierdzone informacje o pseudo-kniaziach Piotrowskich (Ginwiłach) urywają się na roku 1647. Współcześnie w miejscowości Strachocina w Ziemi Sanockiej żyją Piotrowscy, którzy przechowali tradycję, że ich przodek Stefan (z XVIII w.) był kniaziem Piotrowskim. 

## Piotrowscy innych herbów
Tadeusz Gajl w swoim dziele "Herby szlacheckie Rzeczpospoltej obojga narodów" (Gdańsk, 2003), opracowanym na podstawie różnych źródeł wymienia następujące herby posiadane przez Piotrowskich: Abdank, Belina, Ginwiłł, Gozdawa, Jastrzębiec, Junosza, Korwin, Kotwica, Nieczuja, Leliwa, Lis, Poraj, Prus, Przerwa, Rawicz, Ślepowron, Świnka, własny.
W urzędowym "Spisie szlachty Królestwa Polskiego" (Warszawa 1851) występują Piotrowscy następujących herbów: Nieczuja, Habdank, Junosza, Ślepowron i Tęczyc.